# Eleccions al Parlament d'Andalusia de 2018
Les eleccions al Parlament d'Andalusia de 2018 es van celebrar el diumenge 2 de desembre, d'acord amb el Decret de convocatòria de eleccions autonòmiques disposat el 8 d'octubre de 2018 i publicat al Butlletí Oficial de la Junta d'Andalusia el dia 9 d'octubre. Es van elegir els 109 diputats del ple de la xi legislatura del Parlament d'Andalusia. Els diputats a triar per circumscripció que van quedar fixats per als comicis van ser: 18 escons (Sevilla), 17 (Màlaga), 15 (Cadis), 13 (Granada), 12 (Almeria i Còrdova) i 11 (Huelva i Jaén).

## Candidatures

### Candidatures proclamades
El 6 de noviembre es publicaren al Butlletí Oficial de la Junta d'Andalusia les llistes de les candidatures proclamades en cada circumscripció electoral. A continuació apareixen les candidatures proclamades i les circumscripcions en què van presentar llistes:
| Candidatura | Candidatura                                                | Almeria | Cadis | Còrdova | Granada | Huelva | Jaén | Màlaga | Sevilla |
| ----------- | ---------------------------------------------------------- | ------- | ----- | ------- | ------- | ------ | ---- | ------ | ------- |
|             | Adelante Andalucía                                         | •       | •     | •       | •       | •      | •    | •      | •       |
|             | Andalucía por Sí                                           | •       | •     | •       | •       | •      | •    | •      | •       |
|             | Alternativa Republicana                                    |         | •     |         |         |        |      | •      | •       |
|             | Ciudadanos Libres Unidos                                   | •       |       |         |         |        | •    | •      |         |
|             | Ciutadans-Partit de la Ciutadania                          | •       | •     | •       | •       | •      | •    | •      | •       |
|             | Conecta Andalucía                                          |         |       |         |         |        |      | •      |         |
|             | Convergencia Andaluza                                      |         |       |         | •       |        |      |        |         |
|             | Equo Verde-Iniciativa Andalucía                            | •       | •     | •       | •       | •      | •    | •      | •       |
|             | Escons en Blanc                                            | •       | •     | •       |         |        |      |        |         |
|             | Falange Española de las JONS                               | •       | •     | •       | •       | •      | •    | •      | •       |
|             | Independientes Huelva                                      |         |       |         |         | •      |      |        |         |
|             | Izquierda Anticapitalista Revolucionaria                   |         |       |         | •       |        |      | •      |         |
|             | Nación Andaluza                                            | •       | •     |         | •       | •      | •    | •      | •       |
|             | Partit Animalista Contra el Maltractament Animal           | •       | •     | •       | •       | •      | •    | •      | •       |
|             | Partido Comunista del Pueblo Andaluz                       | •       | •     | •       | •       | •      | •    | •      | •       |
|             | Partit Popular                                             | •       | •     | •       | •       | •      | •    | •      | •       |
|             | Partido Republicano Independiente Solidario Andaluz (RISA) |         |       |         |         |        | •    |        |         |
|             | Partit Socialista Obrer Espanyol d'Andalusia               | •       | •     | •       | •       | •      | •    | •      | •       |
|             | Recortes Cero-Por Un Mundo Más Justo-Grupo Verde           | •       | •     | •       | •       | •      | •    | •      | •       |
|             | Respeto                                                    |         |       |         |         |        | •    |        |         |
|             | Unidos y Socialistas + Por la Democracia                   |         |       |         | •       |        |      |        |         |
|             | Unió, Progrés i Democràcia                                 | •       | •     | •       | •       | •      | •    | •      | •       |
|             | Soluciona                                                  |         |       |         |         |        |      | •      |         |
|             | Vox                                                        | •       | •     | •       | •       | •      | •    | •      | •       |
| 1. 2. 3. 4. |                                                            |         |       |         |         |        |      |        |         |

### Candidatures que ja tenien representació parlamentària
| Partit Socialista Obrer Espanyol d'Andalusia (PSOE-A) |                                              |           |                             |
| Candidatura                                           | Formada per                                  | Província | Cap de llista               |
| Partit Socialista Obrer Espanyol                      | Partit Socialista Obrer Espanyol d'Andalusia | Almeria   | José Luis Sánchez Teruel    |
| Partit Socialista Obrer Espanyol                      | Partit Socialista Obrer Espanyol d'Andalusia | Cadis     | Manuel Jiménez Barrios      |
| Partit Socialista Obrer Espanyol                      | Partit Socialista Obrer Espanyol d'Andalusia | Còrdova   | Juan Pablo Durán            |
| Partit Socialista Obrer Espanyol                      | Partit Socialista Obrer Espanyol d'Andalusia | Granada   | Teresa Jiménez              |
| Partit Socialista Obrer Espanyol                      | Partit Socialista Obrer Espanyol d'Andalusia | Huelva    | Mario Jiménez               |
| Partit Socialista Obrer Espanyol                      | Partit Socialista Obrer Espanyol d'Andalusia | Jaén      | María de los Ángeles Férriz |
| Partit Socialista Obrer Espanyol                      | Partit Socialista Obrer Espanyol d'Andalusia | Màlaga    | Jose Luis Ruiz Espejo       |
| Partit Socialista Obrer Espanyol                      | Partit Socialista Obrer Espanyol d'Andalusia | Sevilla   | Susana Díaz Pacheco         |

| Partit Popular Andalús (PPA) |                        |           |                                 |
| Candidatura                  | Formada per            | Província | Cap de llista                   |
| Partit Popular               | Partit Popular Andalús | Almeria   | María Isabel Sánchez Torregrosa |
| Partit Popular               | Partit Popular Andalús | Cadis     | José Ortiz Galván               |
| Partit Popular               | Partit Popular Andalús | Còrdova   | José Antonio Nieto              |
| Partit Popular               | Partit Popular Andalús | Granada   | Marifran Carazo                 |
| Partit Popular               | Partit Popular Andalús | Huelva    | Loles López                     |
| Partit Popular               | Partit Popular Andalús | Jaén      | María Isabel Lozano Moral       |
| Partit Popular               | Partit Popular Andalús | Màlaga    | Juan Manuel Moreno Bonilla      |
| Partit Popular               | Partit Popular Andalús | Sevilla   | Juan Ignacio Zoido              |

| Adelante Andalucía (AA)                                                          | |           |                                    |
| Candidatura                                                                      | Formada per | Província | Cap de llista                      |

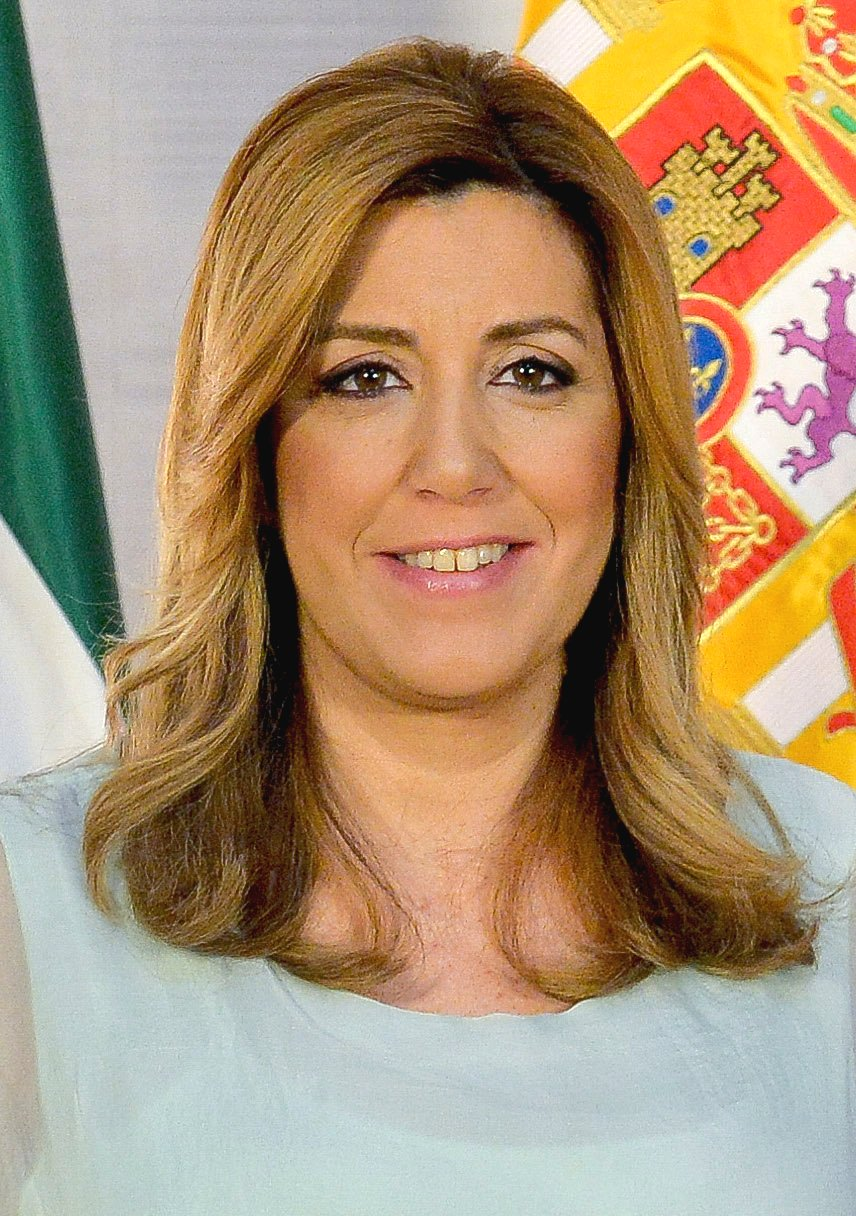
Susana Díaz, candidata a la presidència.

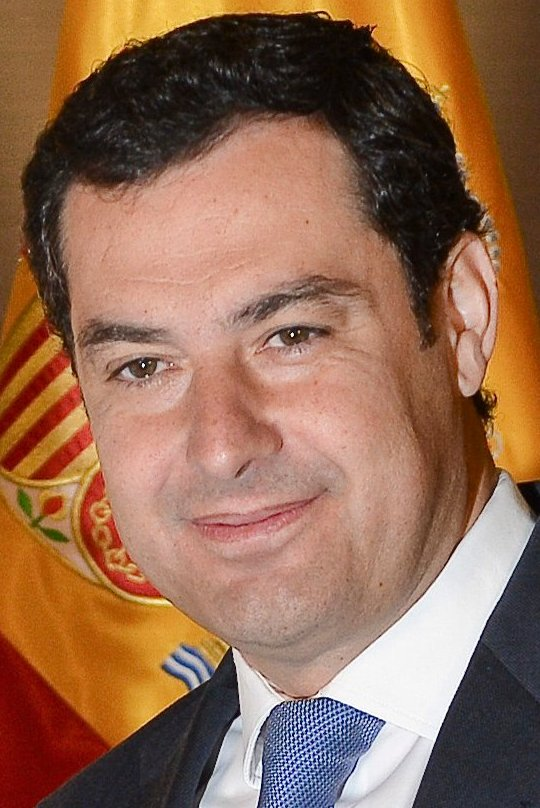
Juan Manuel Moreno, candidat a la presidència.

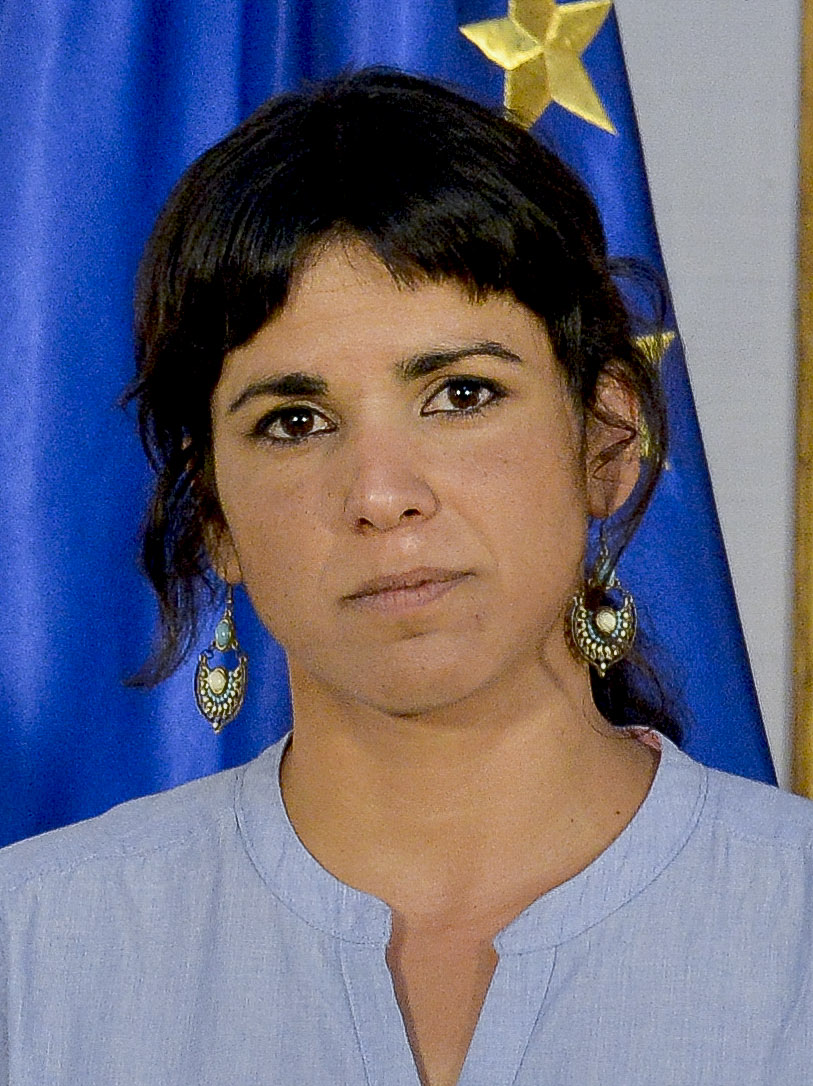
Teresa Rodríguez, candidata a la presidència.

| Adelante Andalucía                                                               | Podem Andalusia Izquierda Unida Los Verdes - Convocatoria por Andalucía Izquierda Andalucista Primavera Andaluza | Almeria   | Diego Crespo (P)                   |

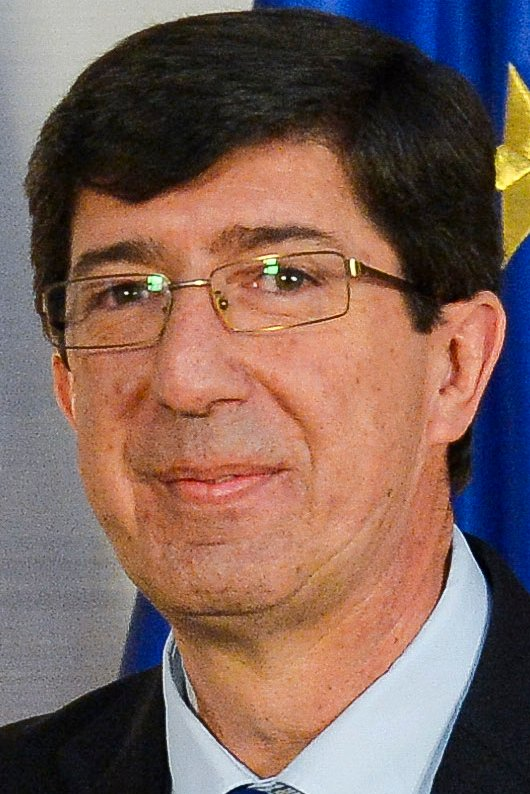
Juan Marín, candidat a la presidència.

| Adelante Andalucía                                                               | Podem Andalusia Izquierda Unida Los Verdes - Convocatoria por Andalucía Izquierda Andalucista Primavera Andaluza | Cadis     | Ángela Aguilera (P)                |
| Adelante Andalucía                                                               | Podem Andalusia Izquierda Unida Los Verdes - Convocatoria por Andalucía Izquierda Andalucista Primavera Andaluza | Còrdova   | Ana María Naranjo (IU)             |
| Adelante Andalucía                                                               | Podem Andalusia Izquierda Unida Los Verdes - Convocatoria por Andalucía Izquierda Andalucista Primavera Andaluza | Granada   | María Carmen Lizárraga (P)         |
| Adelante Andalucía                                                               | Podem Andalusia Izquierda Unida Los Verdes - Convocatoria por Andalucía Izquierda Andalucista Primavera Andaluza | Huelva    | María Gracia González (P)          |
| Adelante Andalucía                                                               | Podem Andalusia Izquierda Unida Los Verdes - Convocatoria por Andalucía Izquierda Andalucista Primavera Andaluza | Jaén      | José Luis Cano (P)                 |
| Adelante Andalucía                                                               | Podem Andalusia Izquierda Unida Los Verdes - Convocatoria por Andalucía Izquierda Andalucista Primavera Andaluza | Màlaga    | Teresa Rodríguez-Rubio Vázquez (P) |
| Adelante Andalucía                                                               | Podem Andalusia Izquierda Unida Los Verdes - Convocatoria por Andalucía Izquierda Andalucista Primavera Andaluza | Sevilla   | Antonio Maíllo (IU)                |
| (P): Podem Andalusia (IU): Izquierda Unida Los Verdes-Convocatoria por Andalucía | |           |                                    |

| Ciutadans – Partit de la Ciutadania (Cs) |                                     |           |                         |
| Candidatura                              | Formada per                         | Província | Cap de llista           |
| Ciutadans - Partit de la Ciutadania      | Ciutadans - Partit de la Ciutadania | Almeria   | Marta Bosquet           |
| Ciutadans - Partit de la Ciutadania      | Ciutadans - Partit de la Ciutadania | Cadis     | Sergio Romero Jiménez   |
| Ciutadans - Partit de la Ciutadania      | Ciutadans - Partit de la Ciutadania | Còrdova   | Francisco José Carrillo |
| Ciutadans - Partit de la Ciutadania      | Ciutadans - Partit de la Ciutadania | Granada   | María del Mar Sánchez   |
| Ciutadans - Partit de la Ciutadania      | Ciutadans - Partit de la Ciutadania | Huelva    | Rocío Ruiz              |
| Ciutadans - Partit de la Ciutadania      | Ciutadans - Partit de la Ciutadania | Jaén      | Mónica Moreno           |
| Ciutadans - Partit de la Ciutadania      | Ciutadans - Partit de la Ciutadania | Màlaga    | Javier Imbroda          |
| Ciutadans - Partit de la Ciutadania      | Ciutadans - Partit de la Ciutadania | Sevilla   | Juan Marín              |

## Resultats
La candidatura del Partit Socialista Obrer Espanyol (PSOE-A) va obtenir una majoria simple (33 diputats), el Partit Popular (PP) va obtenir 26 escons, Ciutadans-Partit de la Ciutadania (Cs) va obtenir 21 escons, Adelante Andalucía (AA) va obtenir 17 escons i la candidatura de Vox va entrar al Parlament amb 12 escons.
| Província |    |    |    | sinmarco |    | Tot. |
| --------- | -- | -- | -- | -------- | -- | ---- |
| Almeria   | 3  | 4  | 2  | 1        | 2  | 12   |
| Cadis     | 4  | 3  | 3  | 3        | 2  | 15   |
| Còrdova   | 4  | 3  | 2  | 2        | 1  | 12   |
| Granada   | 4  | 3  | 3  | 2        | 1  | 13   |
| Huelva    | 4  | 3  | 2  | 1        | 1  | 11   |
| Jaén      | 4  | 3  | 2  | 1        | 1  | 11   |
| Màlaga    | 4  | 4  | 4  | 3        | 2  | 17   |
| Sevilla   | 6  | 3  | 3  | 4        | 2  | 18   |
| TOTAL     | 33 | 26 | 21 | 17       | 12 | 109  |

| Província |       |       |       | sinmarco |       | Dif.  | Part. |
| --------- | ----- | ----- | ----- | -------- | ----- | ----- | ----- |
| Almeria   | 25,92 | 27,24 | 16,33 | 9,65     | 16,79 | -1,32 | 57,39 |
| Cadis     | 23,78 | 17,58 | 20,88 | 19,18    | 11,25 | 2,9   | 53,54 |
| Còrdova   | 29,22 | 21,94 | 17,65 | 16,79    | 9,20  | 7,28  | 62,16 |
| Granada   | 26,93 | 23,07 | 18,40 | 15,07    | 11,38 | 3,86  | 60,83 |
| Huelva    | 31,60 | 22,59 | 16,25 | 14,25    | 8,33  | 9,01  | 55,54 |
| Jaén      | 35,40 | 23,17 | 15,95 | 12,13    | 8,72  | 12,23 | 63,30 |
| Màlaga    | 24,20 | 22,60 | 19,80 | 15,64    | 11,51 | 1,6   | 56,63 |
| Sevilla   | 29,98 | 16,50 | 17,77 | 18,88    | 10,72 | 11,1  | 60,59 |
| TOTAL     | 27,95 | 20,75 | 18,27 | 16,18    | 10,97 | 7,2   | 58,65 |